# Deubach (Lauda-Königshofen)
Deubach ist einer von zwölf Stadtteilen von Lauda-Königshofen im Main-Tauber-Kreis, dem nördlichsten Landkreis Baden-Württembergs.

## Geographie
Das Dorf Deubach liegt in Luftlinie knapp drei Kilometer östlich der Ortsmitte von Königshofen im kleinen Tal des nur unbeständig wasserführenden Deubachs, der hier südwärts zum Tauber-Zufluss Balbach läuft. Die auf einer Höhe von etwa 255–275 m ü. NHN stehenden Häuser des Ortes mit etwa drei Dutzend Hausnummern reihen sich auf dem schmalen Talboden beidseits der Straße K 2800 auf, unter verwachsenden ehemaligen Weinbergen auf dem östlichen und kleinen Gehölzen auf dem westlichen Talhang. 
In der Gemarkung des Stadtteils Deubach steht außerdem fast zwei Kilometer nördlich des Dorfs auf 354,3 m ü. NHN auch noch der Weiler Hof Sailtheim mit weniger als einem halben Dutzend Hausnummern inmitten von Feldern auf der Hochebene.

## Geschichte
Um 1090 wurde Deubach erstmals urkundlich erwähnt.
1255 fiel der Weiler Deubach an die Deutschordenskommende Mergentheim und war dem Deutschordensamt Balbach zugeordnet. 1809 geriet Deubach an das Königreich Württemberg und bildete mit dem nördlich gelegenen Hof Sailtheim eine württembergische Exklave, bzw. eine Enklave innerhalb der Grenzen Badens. Die Gemeinde Deubach war in württembergischer Zeit dem Oberamt Mergentheim zugeordnet. Mit der Gründung des Landes Württemberg-Baden nach dem Zweiten Weltkrieg endete 1945 der Status einer Exklave auf Landesebene, blieb aber auf Landkreisebene noch bis Ende 1971 bestehen, da Deubach seit 1938 zum Landkreis Mergentheim gehörte, aber vollständig von dem Kreisgebiet des nordbadischen Landkreises Tauberbischofsheim umschlossen war. Somit war Deubach eine jener territorialen Besonderheiten, die in Südwestdeutschland vom Beginn des 19. Jahrhunderts bis zur Mitte des 20. Jahrhunderts als Relikt einstiger deutscher Kleinstaaterei noch fortbestanden.     
Am 1. Januar 1972 kam Deubach (Landkreis Mergentheim) gemeinsam mit Messelhausen und Sachsenflur (Landkreis Tauberbischofsheim) zur Stadt Königshofen. Im Zuge der baden-württembergischen Gemeindereform wurde wiederum die Stadt Lauda-Königshofen zum 1. Januar 1975 aus den beiden Städten Lauda und Königshofen sowie weiteren ehemals selbstständigen Gemeinden gebildet. Deubach mit Sailtheim ist somit der einzige einst württembergische Stadtteil von Lauda-Königshofen, alle weiteren Stadtteile waren einst beim Land Baden.

## Religion

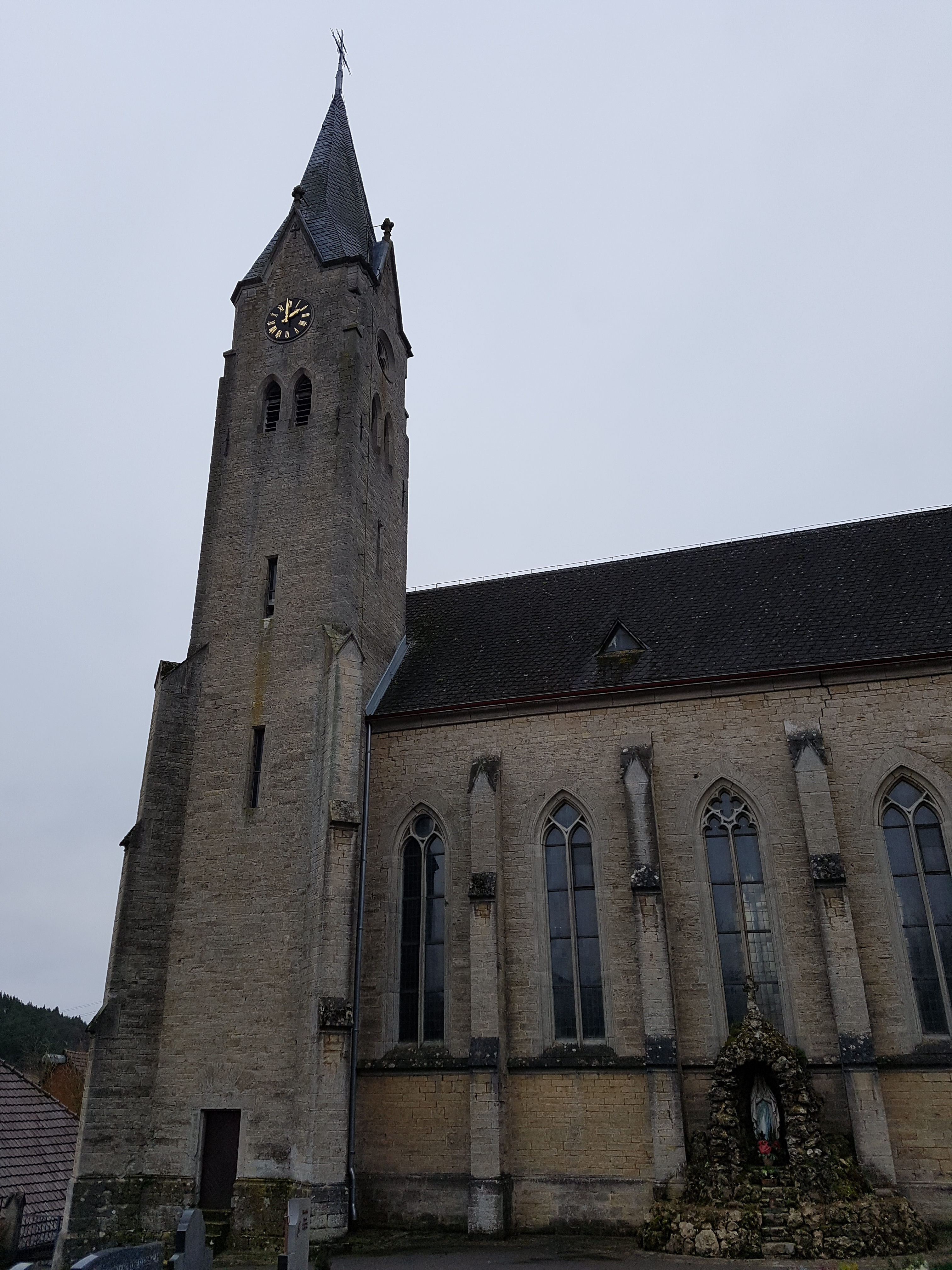
Die katholische Kirche St. Antonius in Deubach

Als Gemeinde des deutschen Ordens blieb Deubach auch nach der Reformation katholisch. 1706 entstand eine erste Kirche am Ort, die noch aus Holz errichtet wurde. Sie war eine Filiale der katholischen Gemeinde in Königshofen. Erst in württembergischer Zeit, am 14. Juni 1846, wurde eine eigene katholische Pfarrei gegründet, die zum Bistum Rottenburg gehörte. Die heutige dem Heiligen Antonius geweihte Pfarrkirche wurde von 1877 bis 1879 errichtet. Inzwischen ist die Gemeinde Bestandteil der Seelsorgeeinheit Lauda-Königshofen im Dekanat Tauberbischofsheim. Es besteht nun die kirchenrechtliche Besonderheit, dass die Pfarrei de jure weiterhin zur Diözese Rottenburg-Stuttgart gehört, de facto aber von einer Seelsorgeeinheit des Erzbistums Freiburg betreut wird.